# Bahawalpur
Bahawalpur (Urdu: بہاولپور) is een stad in de provincie Punjab in Pakistan. Het is de twaalfde stad van het land met in 2007 798.509 inwoners. De stad ligt ten zuiden van de rivier de Sutlej, dicht bij de Tharwoestijn en ligt 420 km van de grote stad Lahore. Bahawalpur heeft een droog en warm klimaat, gemiddeld valt er in één jaar 200 tot 250 mm neerslag. In de zomer komt de temperatuur vaak hoog in de veertig uit, in de nachten is het meestal een stuk koeler.
Op 28 oktober 2001 worden bij een aanslag een politieman en 18 christenen gedood, wanneer een kerk onder vuur wordt genomen.

## Geboren
- Motiullah (1938-2022), hockeyer
- Art Malik (1952), Brits-Pakistaans acteur